# حقوق الإنسان في البلدان ذات الأغلبية المسلمة
لطالما كانت حقوق الإنسان في البلدان ذات الأغلبية المسلمة موضع خلاف لعدة عقود. تكتشف المنظمات الدولية غير الحكومية مثل منظمة العفو الدولية وهيومن رايتس ووتش بشكل مستمر انتهاكات حقوق الإنسان في البدان ذات الأغلبية المسلمة. من بين قضايا حقوق الإنسان التي غالباً ما تكون تحت الأضواء حقوق المثليين والحق في ممارسة الجنس بالتراضي دون زواج وحرية التعبير الفردية والرأي السياسي، كما تعتبر قضية حقوق المرأة موضوع نقاش حاد.
أقرت الأمم المتحدة الإعلان العالمي لحقوق الإنسان عام 1948، لكن السعودية رفضت التوقيع عليه لأنها كانت ترى أن الشريعة حددت بالفعل حقوق الرجل والمرأة. اعتُبِر التوقيع غير ضرورياً لكن الإعلان العالمي لحقوق الإنسان فتح باب النقاش حول حقوق الإنسان في العالم الإسلامي. بعد سنوات من المداولات، أقرت منظمة التعاون الإسلامي إعلان القاهرة لحقوق الإنسان في الإسلام. 

## مؤشر التصنيف الدولي لحقوق الإنسان
يُنتَج مؤشر التصنيف الدولي لحقوق الإنسان، الذي يضم مجموع النقاط لمجموعة واسعة من حقوق الإنسان، من قبل الشبكة العالمية للحقوق والتنمية. التصنيفات في الجدول أدناه اعتباراً من 11 أكتوبر 2014. تصنيف حقوق الإنسان في جميع الدول الإسلامية أقل من 60%، فيما يلي النسبة المئوية والعشرية لمساهمة كل دولة في حقوق الإنسان. الأرقام المئوية للسكان أدناه مأخوذة من تقرير مركز بيو للأبحاث، واسم التقرير «مستقبل سكان العالم الإسلامي»، اعتباراً من 27 يناير 2011، سُجِلت جميع الدول ذات الأغلبية المسلمة (أي يشكل المسلمون أكثر من 50% من السكان). 
| البلد                    | نسبة المسلمين % من مجموع السكان | مؤشر التصنيف الدولي لحقوق الإنسان |
| أفغانستان                | 99.8                            | 27.96%                            |
| ألبانيا                  | 82.1                            | 52.15%                            |
| الجزائر                  | 98.2                            | 33.49%                            |
| أذربيجان                 | 98.4                            | 44.40%                            |
| البحرين                  | 81.2                            | 47.03%                            |
| بنغلاديش                 | 90.4                            | 47.20%                            |
| بروناي                   | 51.9                            | 29.99%                            |
| بوركينا فاسو             | 58.9                            | 41.14%                            |
| تشاد                     | 55.7                            | 21.68%                            |
| جزر القمر                | 98.3                            | 37.89%                            |
| جيبوتي                   | 97                              | 37.31%                            |
| مصر                      | 94.7                            | 42.67%                            |
| غامبيا                   | 95.3                            | 35.80%                            |
| غينيا                    | 84.2                            | 38.90%                            |
| إندونيسيا                | 88.1                            | 29.29%                            |
| إيران                    | 99.7                            | 36.22%                            |
| العراق                   | 98.9                            | 30.42%                            |
| الأردن                   | 98.8                            | 45.83%                            |
| كازاخستان                | 56.4                            | 47.09%                            |
| الكويت                   | 86.4                            | 48.25%                            |
| قرغيزستان                | 88.8                            | 38.55%                            |
| لبنان                    | 59.7                            | 42.53%                            |
| ليبيا                    | 96.6                            | 36.95%                            |
| ماليزيا                  | 61.4                            | 52.10%                            |
| جزر المالديف             | 98.4                            | 48.17%                            |
| مالي                     | 92.4                            | 30.58%                            |
| موريتانيا                | 99.2                            | 40.01%                            |
| مايوت                    | 98.8                            | 37.47%                            |
| المغرب                   | 99.9                            | 50.92%                            |
| النيجر                   | 98.3                            | 35.60%                            |
| عُمان                     | 87.7                            | 45.73%                            |
| باكستان                  | 96.4                            | 38.61%                            |
| فلسطين                   | 97.5                            | 44.93%                            |
| قطر                      | 77.5                            | 47.80%                            |
| السعودية                 | 97.1                            | 27.08%                            |
| السنغال                  | 95.9                            | 29.17%                            |
| سيراليون                 | 71.5                            | 21.51%                            |
| الصومال                  | 98.6                            | 22.71%                            |
| السودان                  | 71.4                            | 30.21%                            |
| سوريا                    | 92.8                            | 23.82%                            |
| طاجيكستان                | 99                              | 40.11%                            |
| تونس                     | 97.8                            | 50.47%                            |
| تركيا                    | 98.6                            | 47.64%                            |
| تركمانستان               | 93.3                            | 43.04%                            |
| الإمارات العربية المتحدة | 76                              | 61.49%                            |
| أوزبكستان                | 96.5                            | 36.77%                            |
| الصحراء الغربية          | 99.6                            | 27.55%                            |
| اليمن                    | 99                              | 41.91%                            |

## إعلان القاهرة لحقوق الإنسان في الإسلام
وقِع على الإعلان من قبل الدول الأعضاء في منظمة التعاون الإسلامي عام 1990 في المؤتمر التاسع عشر لوزراء الخارجية الذي عُقِد في القاهرة، مصر. كان ينظر إليه على أنه الرد على الإعلان العالمي لحقوق الإنسان. في الواقع كان إعلان القاهرة لحقوق الإنسان في الإسلام بمثابة دليل للدول الأعضاء فيما يخص حقوق الإنسان. ترجم الإعلان التعاليم القرآنية كالتالي: «جميع الرجال متساوون فيما يتعلق بالكرامة الإنسانية والواجبات والمسؤوليات الأساسية، دون أي تمييز على أساس العرق أو اللون أو اللغة أو المعتقد أو الجنس أو الدين أو الانتماء السياسي أو المكانة الاجتماعي أو أية اعتبارات أخرى. الدين الحقيقي هو الضمان لتعزيز هذه الكرامة على طول الطريق إلى سلامة الإنسان». بالإضافة إلى القرآن، أشار الإعلان أيضاً إلى التعاليم النبوية وتقاليد الشرعية الإسلامية.
في حين يمكن أن يُنظر إلى الإعلان على أنه علامة بارزة في مجال حقوق الإنسان بالنسبة للبلدان ذات الأغلبية المسلمة، إلا أن المعلقين الغربيين ينتقدونه. إعلان القاهرة لحقوق الإنسان استبقته الشريعة الإسلامية - «جميع الحقوق والحريات المنصوص عليها في إعلان القاهرة تخضع للشريعة الإسلامية». بالمقابل فإن الدول الأعضاء التي تزعم أنها تتبع الشريعة الإسلامية، تتجاهل هذه القوانين عندما يتعلق الأمر بـ «قمع مواطنيها باستخدام التعذيب والسجن دون محاكمة والاختفاء». يصف عبد الله الأحسن ذلك بأنه محاولة مكيا فيلية «تنقلب إلى فاجعة في العالم الإسلامي».

## بلدان بعينها

### السعودية
حظيت المملكة العربية السعودية باهتمام متزايد من` أوائل التسعينات وما بعدها حيث كانت محط تساؤلات فيما يخص حقوق الإنسان. تميزت الفترة الممتدة بين الأربعينيات والثمانينيات من القرن الماضي بسلبية السعودية حيال هذه القضية ورفضها التوقيع على الإعلان العالمي لحقوق الإنسان. شهدت الفترة التالية امتصاصاً كبيراً لهذه المسألة. بدأ كل شيء من خلال تعامل السعوديين مع حرب الخليج الثانية عام 1991، الأمر الذي خلق الكثير من التعاسة والمعارضة بين مواطنيها. بعد ذلك، حاولت مجموعة من المواطنين السعوديين إنشاء منظمة غير حكومية لحقوق الإنسان تسمى لجنة الدفاع عن الحقوق الشرعية. في غضون أسابيع من تشكيلها، اعتقلت السلطات السعودية العديد من أعضائها ومؤيديها. بعد إطلاق سراح مؤسسها ورئيسها المدعو بالمصري، أعيد تشكيل اللجنة في لندن حيث حظيت باهتمام من منظمات حقوق الإنسان في جميع أنحاء العالم. يسلط عمل لجنة الدفاع عن الحقوق الشرعية الضوء بشكل كبير على حالة حقوق الإنسان في المملكة العربية السعودية التي كانت سابقاً مغطى عليها وسرية.
أثرت الأحداث التي أعقبت بداية التسعينات، مثل نهاية الحرب الباردة وحرب الخليج وهجمات 11 سبتمبر الإرهابية على الولايات المتحدة الأمريكية، بشكل كبير على قضية حقوق الإنسان في السعودية أكثر من أي دولة أخرى. منذ هذه الأحداث، انفتحت السعودية أمام وكالات دولية وشاركت بنشاط أكبر في مجال حقوق الإنسان. وأظهرت ذلك الانفتاح من خلال السماح للمقررين الخاصين ومجموعات العمل بزيارتها. انضمت السعودية أيضاً إلى الترتيبات القانونية الدولية لحقوق الإنسان التي تعني أن البلاد تخضع قانوناً لاتفاقية القضاء على جميع أشكال التمييز العنصري واتفاقية القضاء على جميع أشكال التمييز ضد المرأة واتفاقية مناهضة التعذيب وغيرها من المعاملات المهينة أو اللاإنسانية أو القاسية أو العقوبات واتفاقية حقوق الطفل.
في حين أشاد البعض بالتقدم المحرز، ظل البعض الآخر ينتقد البلد بشدة. في مراجعة حقوق الإنسان في السعودية لعام 2013 من قبل كاونتري ووتش، قيل إن لدى المملكة «سجل رديء مع حقوق الإنسان» فقانون البلاد «لا يوفر الحماية للعديد من الحقوق الأساسية». يصف التقرير بالتفصيل العديد من العيوب في البلاد مثل الفساد والافتقار إلى الشفافية ووجود عقوبات جسدية وعدم الفصل بين الفروع الثلاثة للدولة، أي السلطة القضائية والسلطة التنفيذية والتشريعية.
بحلول عام 2017، كثفت السلطات السعودية جهودها في اتخاذ إجراءات صارمة ضد ناشطي حقوق الإنسان. العديد من الناشطين بمن فيهم أحد الذين قدموا معلومات لمنظمة العفو الدولية اعتُقلوا أو مَثلوا في المحكمة لاعترافهم أن السلطات السعودية تخطط لاستمرار قمع المعارضة السلمية. ناشطو حقوق الإنسان يختفون أو يحاكمون أو يُسجنون أو يُجبرون على النفي، مما يُظهر عدم تسامح السلطات مع حرية التعبير.

### باكستان
بشكل عام يعتبر وضع حقوق الإنسان في باكستان ضعيفاً بحسب المراقبين الدوليين والمحليين. في البداية، ينص دستور عام 1973 في مقدمته مرتين على «وضع حكم مناسب للأقليات»، ويضمن التعديل الرابع (1975) أن ستة مقاعد على الأقل في الجمعية الوطنية ستحتفظ بها الأقليات لحماية «مصالحها المشروعة». مع ذلك، هبط سجل حقوق الإنسان في باكستان تحت ديكتاتورية الجنرال ضياء المدعوم من الولايات المتحدة. أدخل الجنرال ضياء قانون الشريعة التي أدت إلى أسلمة البلاد. نظام الحكم الحالي في باكستان مسؤول عن التعذيب والإعدام من غير محاكمة وغيرها من انتهاكات حقوق الإنسان. جرائم الشرف أيضاً شائعة في باكستان.